# Saint-Henri
Saint-Henri är en kommun i provinsen Québec i Kanada, vars centrum är tätorten (centre de population) Saint-Henri-de-Lévis. Den ligger i regionen Chaudière-Appalaches, i den sydöstra delen av landet, 400 km öster om huvudstaden Ottawa.